# التحالف الوطني (ماليزيا)
التحالف الوطني (بالملايو: Perikatan Nasional) هو ائتلاف سياسي يتألف من حزب السكان الأصليين الماليزي المتحد، والحزب الإسلامي الماليزي (باس)، وحزب التضامن مع الوطن (ستار)، وحزب صباح التقدمي (ساب)، وحزب جيراكان راكيات ماليزيا (جيراكان). هذا التحالف سبقه اتحاد تحالف الحزب الماليزي، المعروف أيضًا باسم بيرساتوان بيريكاتان بارتي ماليزيا.
تم تشكيل التحالف الوطني في وقت مبكر من الأزمة السياسية الماليزية لعام 2020 بهدف استبدال حكومةتحالف الأمل الحاكمة آنذاك. عيّن يانغ دي بيرتوان أغونغ السادس عشر عبد الله من باهانج محيي الدين ياسين الزعيم الفعلي للجزيرة الوطنية آنذاك بصفته رئيس الوزراء الثامن لماليزيا، مما أدى إلى ضم التحالف السياسي غير الرسمي إلى الحكومة. كان التحالف هو الحكومة الماليزية الحاكمة من مارس 2020 حتى أغسطس 2021 عندما استقال محي الدين ياسين من منصب رئيس الوزراء بعد أن سحبت المنظمة الوطنية الماليزية المتحدة دعمها، مما أدى إلى حرمان الحزب من أغلبيته في البرلمان.
اعتبارًا من يوليو 2022 سيطر التحالف الوطني على 47 مقعدًا في ديوان الرعية.

## المشاركة الانتخابية
كانت المشاركة الأولى في انتخابات حزب التحالف الوطني في انتخابات ولاية صباح 2020. ظهر الحزب لأول مرة في صباح وفاز بـ 17 مقعدًا في مجلس الولاية، داعمًا لائتلاف شعب صباح. بعد الظهور الأول في انتخابات ولاية صباح 2020 ظهر الحزب بعد ذلك للمرة الثانية في انتخابات ولاية ملقا عام 2021، ثم ظهر للمرة الثالثة في انتخابات ولاية جوهور لعام 2022.